# كويجان (بنستان)
کویجان (بالفارسية: کویجان) هي قرية تقع في إيران في قسم بنستان الريفي. يقدر عدد سكانها بـ 227 نسمة بحسب إحصاء 2016.